# Военные похороны
Воинские похороны, (разг. военные похороны) — особый ритуал погребения (похороны) военнослужащих и (или) верховного главнокомандующего вооружёнными силами государства, а также выдающихся государственных деятелей и деятелей культуры, осуществляемый с отданием воинских почестей.

2.7. Похороны и их виды

…

2.7.4. ВОИНСКИЕ ПОХОРОНЫ: церемония проведения похорон военнослужащих в соответствии с ритуалом, установленным Уставом Вооруженных Сил Российской Федерации.

…— Услуги бытовые. Услуги ритуальные. Термины и определения. ГОСТ Р 53107‑2008 (утверждённые Приказом Ростехрегулирования от 18.12.2008 № 516‑ст)

## В России

### Имперского периода
В России Имперского периода ритуал погребения (чинопоследования), то есть воинские похороны, имели строгий порядок для того или иного человека, в соответствии с его чином, для военнослужащих в соответствии с Уставом гарнизонной и караульной служб Вооруженных Сил России (Глава 11) похороны военнослужащего или военнообязанного отличались от общегражданских похорон, главным образом, отданием в их ходе чинопоследования и воинских почестей.
К воинским почестям относились:
- назначение почётного эскорта и почётного караула;
- парадная и парадно-выходная формы одежды официальных участников мероприятия;
- применение государственной и воинской символики;
- склонение и приспускание госфлага;
- склонение и приспускание атрибутов государственной и воинской символики;
- прикрепление к крышке гроба форменного головного убора, орденских лент и холодного оружия;
- покрытие гроба флагом, соответствующим чину (статусу) усопшего;
- применение в качестве катафалка тягача с орудийным лафетом (для похорон лиц, имеющих выдающиеся заслуги перед государством);
- производство салюта личным оружием состава караула;
- производство салюта из стрелкового оружия состава караула;
- производство артиллерийского салюта;
- прохождение формирований войск (сил) торжественным маршем;
- специальное место погребения.

### Современного периода
В Вооружённых Силах Российской Федерации (ВС России) церемония военных похорон регулируется Уставом гарнизонной и караульной служб Вооруженных сил Российской Федерации (УГиКС ВС России) Глава 12 (статьи № 381—404).
Воинские почести отдаются при погребении:
- погибших при защите Отечества;
- военнослужащих (граждан, призванных на военные сборы), погибших в период прохождения военной службы (военных сборов) или умерших в этот период в результате увечья (ранения, травмы, контузии), заболевания;
- граждан, уволенных с военной службы по достижении предельного возраста пребывания на военной службе, по состоянию здоровья или в связи с организационно-штатными мероприятиями, имеющих общую продолжительность военной службы 20 лет и более;
- Героев Советского Союза, Героев Российской Федерации или полных кавалеров ордена Славы;
- участников войны;
- участников боевых действий;
- ветеранов военной службы;
- лиц, занимавших государственные должности Российской Федерации,
- а также граждан, имевших особые заслуги перед государством.

При погребении назначается Почётный эскорт в составе от отделения до роты, а также почётный караул к гробу, военный оркестр и наряд на погребение. К месту захоронения гроб перевозится либо на автомобиле, а в особых случаях — по решению начальника гарнизона — лафете орудия.
Крышка гроба укрывается полотнищем Государственного флага Российской Федерации. На крышке гроба прикрепляется головной убор, а при погребении офицеров (мичманов) Военно-Морского Флота, кроме того, — скрещенные кортик и ножны.
При выносе гроба из здания впереди идет военнослужащий с портретом покойного, за ним на дистанции двух — трех шагов один за другим идут военнослужащие с венками, за ними на той же дистанции — военнослужащие с орденами и медалями покойного в порядке статута (старшинства) орденов, затем следуют военнослужащие с гробом, лица, сопровождающие покойного, и почётный караул.
В момент выноса гроба с телом покойного начальник почётного эскорта командует: «СМИРНО» (если эскорт вооружен карабинами — «СМИРНО, на кара-УЛ») — и прикладывает руку к головному убору. Все находящиеся в строю военнослужащие поворачивают голову в сторону гроба. Военный оркестр (сигналист-барабанщик) исполняет «Коль славен».
Перед опусканием гроба с телом покойного в могилу открывается траурный митинг. После окончания траурного митинга военный оркестр (сигналист-барабанщик) исполняет траурную музыку (траурный марш). При опускании гроба Государственный флаг Российской Федерации склоняется, почётный эскорт отдает те же почести покойному, что и при выносе гроба. Назначенное из состава почётного эскорта подразделение производит салют тремя залпами холостыми патронами, причем, если в строю рота, стреляет один взвод, если в строю взвод или отделение, стреляет все подразделение.
В отдельных случаях по особому указанию может производиться артиллерийский салют. С первым залпом салюта военный оркестр (сигналист-барабанщик) начинает исполнять «Коль славен» (традиционно исполняется Государственный гимн России). По традиции по окончании Гимна войска, если позволяет место, под оркестр проходят мимо могилы.

## В других государствах
- При организации государственных похорон в США с 1938 года применяется пролёт боевых самолётов в построении «Missing man» (букв. — недостающий человек): от чёткого строя самолётов отделяется один и резко уходит вверх. Воинские почести оказываются только военнослужащим и верховному главнокомандующему.[источник не указан 5058 дней] Кроме того, в США именно орудийные передки, а не лафеты, используются для похорон генералов и крупных государственных деятелей.
- В Великобритании почётный эскорт движется с карабинами прикладом вверх[5].
- В Индонезии воинские почести оказывают исключительно военнослужащим, при этом оркестр не используется.